# Björn Zethræus
Björn Åke Zethræus, född den 27 april 1918 i Halmstad, död den 20 juni 1984 i Stockholm, var en svensk jurist.
Zethræus avlade studentexamen 1936 och juris kandidatexamen vid Lunds universitet 1941. Han genomförde tingstjänstgöring i Västra Värends domsaga 1941–1944. Zethræus blev fiskal i Hovrätten för Övre Norrland 1944, extra ordinarie assessor 1950, hovrättsråd 1956, tillförordnad revisionssekreterare 1958, vice ordförande på avdelning i Hovrätten för Övre Norrland 1959, häradshövding i Jämtlands östra domsaga 1961 och chefsrådman i Stockholms tingsrätt 1970. Han var lagman i Solna tingsrätt 1976–1983. Zethræus blev riddare av Nordstjärneorden 1960 och kommendör av samma orden 1973.